# پلاژ کاریبه

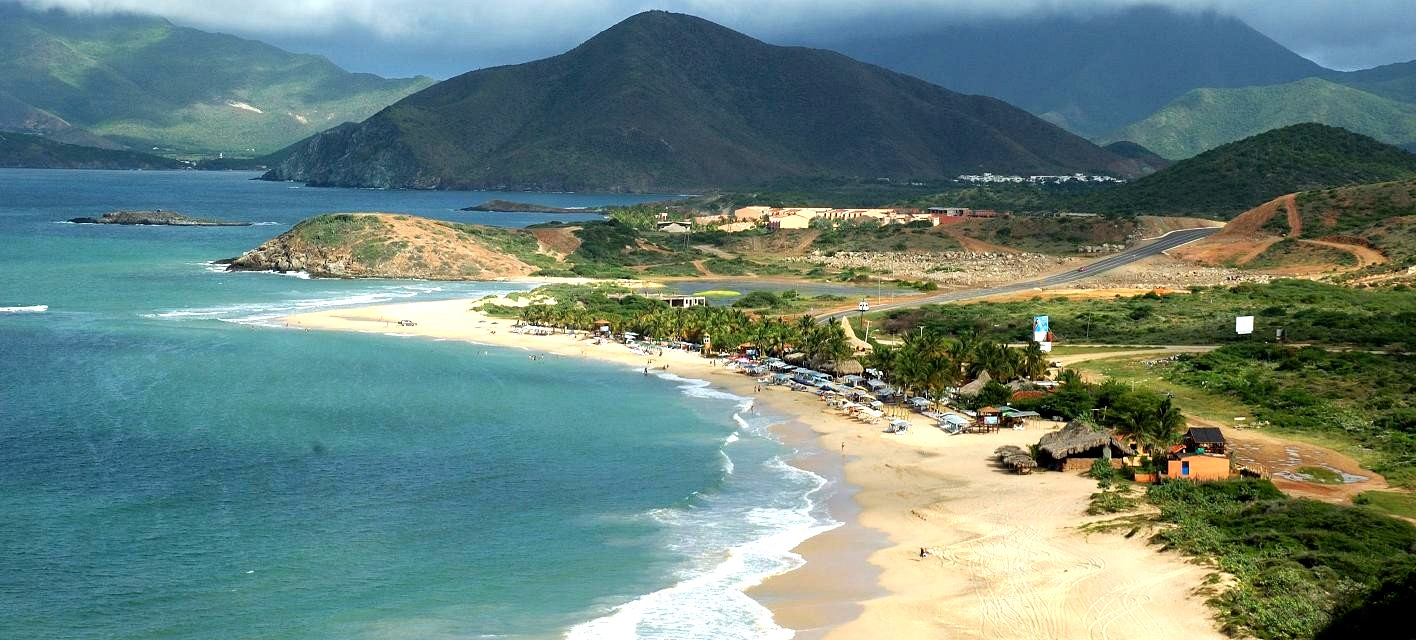
نمایی از منظره پلایا(پلاژ) کاریبه

پلاژ کاریبه (به اسپانیایی: Playa Caribe) یک ساحل محبوب برای آفتاب‌گرفتن است که در شمال غربی شهر خوان گریگو جزیره مارگاریتا ، ونزوئلا قرار دارد . برهنگی در پلاژ کاریبه تحمل می‌شود . 